# Cardiochiles fuscipennis
Cardiochiles fuscipennis är en stekelart som beskrevs av Szepligeti 1900. Cardiochiles fuscipennis ingår i släktet Cardiochiles och familjen bracksteklar. Inga underarter finns listade.